# Ludwik Seweryn (duchowny)
Ludwik Seweryn (ur. 25 marca 1906 w Szreniawie, zm. 12 lutego 1970 we Lwowie) – polski ksiądz rzymskokatolicki, jezuita, duszpasterz na Kresach Wschodnich, więzień sowieckich łagrów.

## Życiorys
Był synem Wawrzyńca Seweryna i Katarzyny Seweryn, z d. Galickiej.
16 sierpnia 1922 roku wstąpił do zakonu jezuitów. Studiował filozofię w Krakowie (1928-1929) i Eegenhoven w Belgii (1929-1931) oraz teologię w Lublinie (1931-1935). 24 czerwca 1934 roku przyjął święcenia kapłańskie. Po studiach pracował w Wydawnictwie Apostolstwa Modlitwy (1934-1935) oraz w Męskiej Bursie im. ks. Mieczysława Kuznowicza w Krakowie (1936-1939). W 1936 opublikował broszurę Prawda na ciężkie czasy (w ramach Głosów Katolickich). We wrześniu 1939 roku zgłosił się ochotniczo do Wojska Polskiego jako kapelan. Został zaprzysiężony 12 września 1939, ale najprawdopodobniej nie odnalazł swojej jednostki. W czasie II wojny światowej podjął posługę duszpasterską w Kołomyi, a następnie we Lwowie. Tam współpracował z Armią Krajową, jego mieszkanie służyło za punkt kontaktowy oraz jako magazyn lekarstw i żywności. Po zakończeniu II światowej pozostał we Lwowie. 8 grudnia 1945 został aresztowany wraz z kilkoma innymi jezuitami. Uznano go za głównego oskarżonego w procesie przeciwko duchownym lwowskim, którzy w czasie wojny pomagali AK. 1 marca 1946 roku Trybunał Wojskowy Wojsk NKWD Obwodu Lwowskiego skazał go na 10 lat zesłania, konfiskatę majątku oraz 5 lat pozbawienia praw publicznych za przestępstwa z art. 54-1 a i 54-11 Kodeksu Karnego Ukraińskiej Socjalistycznej Republiki Sowieckiej (szpiegostwo i udział w organizacji terrorystycznej).
Początkowo przebywał w łagrze Solikamsk na Syberii, następnie w Spassku w Kazachstanie. Tam w ukryciu pracował jako duszpasterz więźniów. Od 1948 prowadzono przeciwko niemu postępowanie karne w związku z oskarżeniem o próbę organizacji buntu, ostatecznie nie zgromadzono jednak dostatecznych dowodów winy. 20 stycznia 1955 został zwolniony, początkowo zamieszkał w  Dżezkazganie w Kazachstanie, następnie wyjechał do Lwowa. W 1955 ubiegał się o rehabilitację, ale jego prośba została odrzucona. Nie zdecydował się na powrót do Polski i uzyskał zameldowanie w Szczercu koło Lwowa. Tam niemal do śmierci pełnił funkcję proboszcza. Wspierał posługę kapłańską  w katedrze lwowskiej (od 1958 do marca 1960, następnie otrzymał zakaz pracy w katedrze). Dojeżdżał z posługą duszpasterską do kościołów, pozbawionych kapłanów, m.in. w Stryju, Żydaczowie, Bóbrce i Gródku Jagiellońskim. Okazjonalnie dojeżdżał także do Kijowa i Żytomierza. Krótko przed śmiercią z uwagi na stan zdrowia zamieszkał we Lwowie, u ks. Ignacego Chwiruta, przy kościele św. Antoniego. Był inwigilowany przez władze sowieckie, które np. w 1959 odnotowywały, że niemal codziennie pracuje duszpastersko od 6 rano do 20 wieczorem, z czego większość czasu poświęcał na spowiedź. Był jedynym polskim jezuitą, który po 1956 pozostał w ZSRR.
Został pochowany w grobowcu jezuitów na Cmentarzu Janowskim we Lwowie.